# Углицький район
Углицький район (рос. Угличский район) — адміністративна одиниця Ярославської області Російської Федерації.
Адміністративний центр — Углич.

## Адміністративний поділ
До складу району входять одне міське та 5 сільських поселень:
1. міське поселення Углич (в межах м. Углич)
2. Головинське сільське поселення (д. Головіно)
  - Воздвіженський сільський округ
  - Головинський сільський округ
  - Кліматинський сільський округ
  - Плоскинський сільський округ
3. Ільїнське сільське поселення (с. Ільїнське)
  - Васильовський сільський округ
  - Заозерський сільський округ
  - Ільїнський сільський округ
  - Путчинський сільський округ
4. Отрадновське сільське поселення (сел. Отрадний)
  - Ніноровський сільський округ
  - Ординський сільський округ
  - Отрадновський сільський округ
5. Слободське сільське поселення (с. Чур'яково)
  - Клементьєвський сільський округ
  - Нікольський сільський округ
  - Покровський сільський округ
  - Слободський сільський округ
6. Улейминське сільське поселення (с. Улейма)
  - Маймерський сільський округ
  - Улейминський сільський округ